# Чёрная Речка (Челябинская область)
Чёрная Ре́чка — посёлок в Саткинском районе Челябинской области России. Входит в состав Саткинского городского поселения. Расположен на берегу Восточной Чёрной речки, основан в 1924 году. По данным на 2014 год в посёлке прописано 260 чел.

## География
Находится на правом берегу реки Восточной Чёрной речки (на картах обозначается как обозначенной как Чёрная), по которой и получил название, приток Большой Сатки, в 5 км к юго-востоку от районного центра города Сатки и 8 км до Малого Бердяуша. Также рядом с посёлоком протекает приток Восточной Чёрной речки ключ Доморзов. Рельеф горный, расположен на высоте 447 метров над уровнем моря, ближайшие высоты 511 и 668 м. Ближайшие хребты — Магнитный и Зюраткуль — находятся примерно в 1 км к востоку и югу соответственно. Природная зона — подзона елово-пихтовых лесов с примесью сосны, лиственницы и лиственных пород. Согласно ОКАТО по состоянию на 2017 год, уличная сеть посёлка состояла из 4 улиц: Лесной, Нагорной, Речной и Центральной. Есть рыболовный пруд.

### Климат
Климатические условия посёлка Чёрная Речка характеризуются как относительно суровые. Выпадает примерно 537 мм атмосферных осадков в год, из которых половина — летом, наибольшее количество — в июле. В 65 % дней в году погода пасмурная. 50 % дней с плюсовой температурой, столько же с минусовой. Ветры дуют преимущественно с запада, максимальная возможная скорость превышает 61 км/ч.

## История
Первоначально был хутором и основан в 1924 году на месте торфоразработок Саткинского чугуноплавильного завода, однако в 1928 году в Саткинском районе Златоустовского округа Уральской области населённых пунктов с подобным названием не числилось. После этого был участком Саткинского химического лесного хозяйства. В 1956 году хутор насчитывал 9 дворов и относился к Совхозному сельсовету, а на его территории располагалось отделение подсобного хозяйства «Чёрная Речка». На его базе позже работала бригада отделения Медведевского совхоза, так, например в 1970 году отделение носило 5-й номер. Также хутор являлся фермой и пастбищем не только для Медведевского, но и Айлинского совхоза. С 1980 года работало подсобное хозяйство завода «Магнезит» (позже ОАО «Комбинат „Магнезит“»).
Постановлением Челябинской Областной Думы от 21 декабря 1995 года № 305 преобразован из хутора в посёлок на основании численности населения в 200 человек, наличия промышленных предприятий и просьбы жителей.
Ныне в посёлке работает сельскохозяйственное предприятие ООО «АГРОФИРМА МАГНЕЗИТ», зарегистрированное в 2002 году и являющееся зависимым хозяйственным обществом ОАО «Комбинат „Магнезит“», большинство же трудоспособного населения посёлка работает в Сатке.

## Население
| 1956 | 1959 | 1969 | 1970 | 1983 | 1995 | 2002 |
| ---- | ---- | ---- | ---- | ---- | ---- | ---- |
| 37   | ↘11  | ↗33  | ↗35  | ↘19  | ↗200 | ↘196 |
| 2010 | 2014 |      |      |      |      |      |
| ↘178 | ↗260 |      |      |      |      |      |

Несмотря на основание посёлка в 1924 году, в энциклопедии «Челябинская область» численность населения приводится начиная с 1956 года — 37 человек.
Национальный состав
В 2002 году русские составили 73 % от общего населения посёлка.
Гендерный состав
По данным Всероссийской переписи в 2010 году 83 мужчины и 95 женщин из 178 человек.

## Инфраструктура
Некоторые жители ведут личное подсобное хозяйство. В 2021 году в посёлке было запланировано начало строительства ФАП, и уже в 2022 году он был открыт.